# Muelle 57
El Muelle 57 (en inglés: Pier 57) es un muelle histórico ubicado en el Río Hudson en Nueva York, Nueva York. El Muelle 57 se encuentra inscrito  en el Registro Nacional de Lugares Históricos desde el 11 de agosto de 2004. El muelle fue construido sobre una estructura flotante de concreto en el Río Hudson en 1952.

## Ubicación
El Muelle 57 se encuentra dentro del condado de Nueva York en las coordenadas 40°44′37″N 74°00′40″O / 40.743611, -74.011111.